# Fieke Holman
Fieke Holman (8 november 1987) is Nederlands hockeyinternational en speelde tot dusver (peildatum 16 augustus 2009) zes officiële interlands (één doelpunt) voor de Nederlandse vrouwenploeg. 
Holman debuteerde op 21 januari 2009 voor Oranje in de wedstrijd met de VS te San Diego. De verdedigster startte haar hockeycarrière bij Qui Vive. Met hoofdklasser Amsterdam behaalde zij in het seizoen 2008-2009 de landstitel.   